# Стадион Маунт смарт
Стадион Маунт смарт је стадион у Окленду, граду на северном острву Новог Зеланда и дом је рагби 13 тима НЗ вориорса, који играју у најјачем рагби 13 такмичењу на свету (НРЛ). Овај стадион користи и рагби јунион тим Каунтис Манукау, који игра у ИТМ Купу. Поједине тест мечеве на овом стадиону игра и рагби 13 репрезентација Новог Зеланда. Стадион Маунт смарт има капацитет од 30.000 седећих места.